# Soft Machine
Soft Machine es un grupo musical británico de rock instrumental formado en 1966, perteneciente y fundador de la llamada «Escena de Canterbury». Durante su inestable e intensa carrera (con más de 15 miembros en poco más de una década) pasaron por la psicodelia y el rock progresivo para finalmente desembocar en el Jazz fusion, siendo pioneros en los tres géneros.
Fue fundado en 1966 por el guitarrista Daevid Allen, el teclista Mike Ratledge, el cantante/bajista Kevin Ayers y el cantante/baterista Robert Wyatt. Su nombre proviene de la novela de William Burroughs The Soft Machine (La Máquina Suave, 1961).

## Historia

### 1966-68: Comienzos y primer álbum
Los orígenes de Soft Machine están en la casa de Robert Wyatt por 1962, entre bohemios, artistas y compañeros de escuela como los hermanos Brian y Hugh Hopper, y Mike Ratledge. Allí también alquilaba habitación el australiano Daevid Allen, quien se presentaba en formato de trío con Hopper y Wyatt. De esta época vienen los álbumes de archivo Canterburied Sounds y Daevid Allen Trio: Live 1963.
Para 1964 ya se había formado Wilde Flowers, la primera banda en la escena de Canterbury, con los antes mencionados, Kevin Ayers y futuros miembros de Caravan. En algunos meses pasaron de versiones de rock & roll, rythm & blues y pop a composiciones propias, mayormente de los hermanos Hopper. De a poco estos músicos dejaron Wilde Flowers para unirse a las mencionadas Soft Machine y Caravan, aunque el grupo siguió existiendo hasta 1969. Estas grabaciones salieron en otro álbum de archivo, The Wilde Flowers, en 1994.
A fines de 1966 The Soft Machine (Allen, Ratledge, Ayers y Wyatt) grababa su primer sencillo, «Love Makes Sweet Music», y en abril de 1967 demos que quedaron en poder del productor Giorgo Gomelsky y saldrían años más tarde como Jet Propelled Photographs. Este material permitió que Soft Machine comenzase su primera gira por Europa, en países como Francia, Alemania y Holanda. De vuelta al Reino Unido, las autoridades de dicho país le negaron el ingreso al australiano Daevid Allen, por lo que este regresó a París y fundó la banda Gong, y Soft Machine continuó como trío.
La grabación del psicodélico debut de la banda, The Soft Machine (1968), transcurrió en los Estados Unidos, con producción de Tom Wilson (quien trabajó con Bob Dylan, Frank Zappa y The Velvet Underground). De vuelta al Reino Unido, Andy Summers, futuro guitarrista de The Police, se unió a la banda para participar en su gira con Jimi Hendrix, pero fue despedido al finalizar esta, a causa de problemas con Kevin Ayers. Después de una actuación en los Estados Unidos, Ayers decidió disolver la banda, y sus miembros tomaron caminos distintos.
Kevin Ayers vendió su bajo a Mitch Mitchell y se fue a Ibiza, Mike Ratledge volvió a Inglaterra, y Robert Wyatt decidió quedarse en Los Ángeles. Wyatt, al que se le ofreció trabajo y la posibilidad de hacer música de películas, participó en sesiones de grabación mientras ponía a punto nuevos temas fundiendo composiciones diversas en una nueva pieza: trabajó con canciones de Soft Machine y de The Wilde Flowers, del popurrí de canciones propias surgió «Moon In June», de la combinación de canciones de Hugh Hopper creó «Rivmic Melodies» (estas demos permanecieron inéditas por 45 años, hasta la publicación en 2013 del álbum de archivo 68, acreditado a Wyatt como solista).

### 1969:Volume Two
Las obligaciones contractuales hicieron que Soft Machine se reformase en 1969 (aunque el primer ensayo fue el 21 de diciembre de 1968) con Wyatt, Ratledge y Hugh Hopper, debido a la negativa de Ayers de volver a la banda. También Brian Hopper se uniría como invitado en vivo y en estudio la mayor parte de ese año.
Entre febrero y marzo graban Volume Two, LP compuesto de dos suites: la mencionada «Rivmic Melodies» (Hopper) y «Esther's Nose Job» (Ratledge), ambas con letras de Wyatt. Se muestra el choque entre el lado jazz/progresivo (Ratledge y Hopper) y el lado rock/pop (Wyatt), siendo el único álbum de Soft Machine donde se logra un equilibrio entre las dos partes. Esta diferencia creativa sería una de las razones de la salida de Wyatt dos años más tarde.
A fines de marzo se graba Live At The Paradiso, un concierto aparecido como bootleg y editado oficialmente casi treinta años después. En los siguientes meses el trío grabaría en los respectivos álbumes debut de Kevin Ayers y Syd Barrett. En mayo graban Spaced, banda sonora experimental para un happening del artista conceptual Peter Dockley. Estas grabaciones, inéditas por casi tres décadas, muestran el lado más vanguardista de Soft Machine, con influencias como los loops de Terry Riley.
En junio graban para la BBC «Moon In June» y «Facelift», seguida de «Mousetrap/Backwards/Mousetrap reprise». Estas últimas dos piezas (con Brian Hopper en saxofón) reflejan el punto de no retorno para el grupo, como adelanto de lo que iban a ser los álbumes Third y Fourth.
En octubre al trío se le sumó la sección de vientos de Keith Tippett (Elton Dean-Lyn Dobson-Nick Evans-Mark Charig), por sugerencia de Wyatt. Este septeto apenas duró algunas semanas, pasando a quinteto (con Dean y Dobson) por otros dos meses hasta quedar como cuarteto, con Dean como el nuevo integrante oficial.

### 1970-73: Era de Ratledge y Hopper
El repertorio en vivo fue cambiando, con nuevas composiciones de Ratledge y Hopper (las de Third y otras nunca grabadas en estudio: «12/8 Theme» de Hopper y «Eamonn Andrews» de Ratledge), mientras las piezas antiguas iban desapareciendo progresivamente. Ya nada quedaba de Wilde Flowers, de la época con Daevid Allen ni del primer disco (excepto «We Did It Again» hasta enero de 1970). De Volume Two quedaron «Hibou, Anemone and Bear» y sobre todo «Esther’s Nose Job». Para abril de ese año, «Moon In June» ya se dejaba de tocar en vivo.
Al mismo tiempo, las partes cantadas por Wyatt iban disminuyendo, al extremo de asignarle un tiempo en el espectáculo para hacer su performance, con su voz pasada por echoplex. Finalmente en junio sale Third, LP doble que marcaba un antes y un después para la banda. Así como el nuevo Soft Machine nacía con «Esther’s Nose Job», con «Moon In June» terminaba el antiguo Soft Machine, siendo desde ahora todo instrumental.
Wyatt, inconforme con esto, se unió a otras bandas paralelamente (la de improvisación Amazing Band, de free jazz Symbiosis, y de rock/pop The Whole World -con Kevin Ayers-) y editó su experimental debut como solista, The End Of An Ear.
En febrero de 1971 sale Fourth, nuevamente con cuatro composiciones (dos de Hopper, una de Ratledge y otra de Dean) y con invitados de la época del septeto como Nick Evans y Mark Charig, y nuevos como el futuro bajista, Roy Babbington. En agosto de ese año Wyatt finalmente dejó (o fue echado de) la banda, para formar Matching Mole, publicando dos LP en 1972 que serían una continuación espiritual de Volume Two (al mantener un balance entre instrumentales y pop).
El primer reemplazo de Wyatt fue el australiano Phil Howard, sugerido por Dean (ya habían tocado juntos con Keith Tippett y en su propia banda de free jazz, Just Us). Después de haber grabado el lado A de Fifth, Howard fue despedido por Ratledge y Hopper, que consideraban su estilo demasiado libre. Su lugar fue ocupado por John Marshall, el primero de varios ex-Nucleus en unirse, completando así el lado B del álbum. Este tuvo reseñas mixtas, y tanto Hopper como Ratledge quedaron inconformes con el resultado. En mayo de 1972 Elton Dean deja la banda tras una gira europea con Matching Mole como soporte.
El puesto de vientista y tecladista quedó entonces a cargo de Karl Jenkins. Con él graban Six, disco doble mitad en vivo y la otra en estudio. La formación era una especie de supergrupo entre Soft Machine y Nucleus hasta que Hopper abandonó el grupo, ya que consideraba a Jenkins un compositor de segunda; su partida marcó el fin del Soft Machine clásico.

### 1973-77 y 1980-84: Era de Karl Jenkins
Si bien compuso casi la mitad de Six, el LP que lo confirmó como nuevo líder fue Seven (1974), donde hace su debut Roy Babbington como nuevo bajista. Se considera un álbum de transición, ya que fue el último con título numerado y el último en el sello CBS. Así mismo, Ratledge fue perdiendo interés en componer, lo que se refleja en los 10 minutos de música propia que aporta en este, y apenas 4 en el siguiente disco.
Seven tuvo otra vez reseñas mixtas, argumentando que por primera vez Soft Machine repetía la fórmula del LP antecesor. Por esto al baterista Marshall sugirió rejuvenecer al grupo contratando un guitarrista, que sería el primero desde 1968. El puesto le tocó a Allan Holdsworth, quien cambió el sonido de la banda, llegando a ser por momentos similar a contemporáneos como Mahavishnu Orchestra.
El quinteto grabó Bundles (1975) con Harvest, sello de Pink Floyd y de Kevin Ayers en esa época. Esta vez la recepción crítica fue buena generalmente.
A principios de 1976 Ratledge dejó la banda en buenos términos, apareciendo como invitado de su propia exbanda en Softs (1976). El guitarrista en este LP fue John Etheridge. El bajista Babbington también se fue poco después y el grupo pasó a ser muy inestable, solo manteniendo a Jenkins y Marshall. En 1977 graban en vivo Alive and Well, lanzándolo al año siguiente. Esta fue la última gira del grupo por problemas económicos, probablemente debidos a la creciente falta de interés en el jazz rock, por la popularidad del punk y de la new wave.
En los siguientes tres años no habría álbumes de Soft Machine, excepto el primer recopilatorio, Triple Echo (1977), y el sencillo de música disco «Soft Space» el mismo año. Sin embargo, en esta época habría varios proyectos paralelos. El primero fue Rubber Riff, compuesto por Jenkins para publicidad y cine, acompañado por prácticamente la misma formación de Softs.
En 1977 Ratledge grabó la banda sonora ambient Riddles Of The Sphinx, el único álbum acreditado a su nombre. Dos años más tarde el tecladista volvió a los estudios para colaborar con Jenkins en Push Button, de música electrónica para publicidad, bajo el seudónimo «Rubba». Finalmente en 1980 vieron la luz First Steps, único LP de 2nd Vision, dúo de John Etheridge y Ric Sanders y Wonderin', un tributo a Stevie Wonder por la banda Rollercoaster, que incluía a Ratledge y Jenkins.
En 1980 Jenkins volvió a usar el nombre Soft Machine para el disco Land of Cockayne, y para una última serie de conciertos de 1984 en el Ronnie Scott's Jazz Club.

## Después de la separación
- Daevid Allen (con Gong) y Kevin Ayers tuvieron prolíficas carreras, con Robert Wyatt apareciendo ocasionalmente en sus álbumes. Ayers falleció en febrero de 2013 y Allen en marzo de 2015.
- Wyatt quedó en silla de ruedas desde 1973, tras caerse de un tercer piso en una fiesta. Su proyecto Matching Mole fue abandonado, para comenzar una aclamada carrera en solitario. Nunca volvió a grabar con Ratledge ni Dean, pero sí con Hopper.
- Hugh Hopper y Elton Dean se mantuvieron muy activos en la escena del rock progresivo y el jazz, aunque con discografías menos conocidas que las de sus excompañeros. Ambos fundaron varias bandas para mantener vivo el espíritu del Soft Machine clásico (Third, Fourth y Fifth), primero entre 1978 y principios de los 80, y entre 2002 y la muerte de Dean en febrero de 2006. La más duradera de las bandas fue Soft Machine Legacy, que sigue hasta la actualidad. Su otro fundador, Hopper, murió de leucemia en junio de 2009.
- Mike Ratledge se retiró de la música cuando abandonó Soft Machine a principios de 1976. Solo aparecería como invitado de otros artistas y componiendo para películas y publicidad hasta 1995.
- Karl Jenkins siguió grabando con Ratledge durante los 80 y 90, y encontró el éxito comercial con su proyecto de música clásica, Adiemus.
- Desde 1988, muchas grabaciones inéditas en vivo y sesiones de la BBC se han editado en CD.

## Discografía

### Álbumes originales
| - 1968: The Soft Machine - 1969: Volume Two - 1970: Third - 1970: Fourth - 1971-72: Fifth - 1972: Six | - 1973: Seven - 1974: Bundles - 1976: Softs - 1977: Alive And Well: Recorded In Paris (en vivo) - 1980 Land of Cockayne - 1996 Space |

## Formaciones
| 1966-67             | Daevid Allen            | Mike Ratledge | Kevin Ayers      | Robert Wyatt   |                                                                                               | Jet Propelled Photographs                                                                                         |
|                     | Guitarra                | Teclados      | Bajo             | Batería        | Otro                                                                                          | |
| 1967-68             |                         | Mike Ratledge | Kevin Ayers      | Robert Wyatt   |                                                                                               | Middle Earth Masters, The Soft Machine                                                                            |
|                     | Guitarra                | Teclados      | Bajo             | Batería        | Otro                                                                                          | |
| 1968-1969           |                         | Mike Ratledge | Hugh Hopper      | Robert Wyatt   |                                                                                               | Volume Two, Live at the Paradiso, Spaced                                                                          |
|                     | Guitarra                | Teclados      | Bajo             | Batería        | Instrumentos de viento                                                                        | |
| 1969                |                         | Mike Ratledge | Hugh Hopper      | Robert Wyatt   | Elton Dean (saxofón) Lyn Dobson (saxofón y flauta) Nick Evans (trombón) Mark Charig (corneta) | Backwards (tracks 4 y 5), Peel Sessions (tracks 2 y 3)                                                            |
|                     | Guitarra                | Teclados      | Bajo             | Batería        | Sección de vientos                                                                            | |
| 1969-1970           |                         | Mike Ratledge | Hugh Hopper      | Robert Wyatt   | Elton Dean (saxofón) Lyn Dobson (saxofón y flauta)                                            | Noisette, Breda Reactor                                                                                           |
|                     | Guitarra                | Teclados      | Bajo             | Batería        | Saxofón y teclados                                                                            | |
| 1970-1971           |                         | Mike Ratledge | Hugh Hopper      | Robert Wyatt   | Elton Dean                                                                                    | Somewhere in Soho, Facelift, Third, Live at the Proms, Grides, Fourth, Live at Henie Onstad Art Centre, Virtually |
|                     | Guitarra                | Teclados      | Bajo             | Batería        | Saxofón y teclados                                                                            | |
| 1971                |                         | Mike Ratledge | Hugh Hopper      | Phil Howard    | Elton Dean                                                                                    | Drop, Fifth (lado A)                                                                                              |
|                     | Guitarra                | Teclados      | Bajo             | Batería        | Saxofón y teclados                                                                            | |
| 1971-72             |                         | Mike Ratledge | Hugh Hopper      | John Marshall  | Elton Dean                                                                                    | Fifth (lado B), Live in Paris                                                                                     |
| Era de Karl Jenkins |                         |               |                  |                |                                                                                               | |
|                     | Oboe, teclados, saxofón | Teclados      | Guitarra         | Bajo           | Batería                                                                                       | |
| 1972-73             | Karl Jenkins            | Mike Ratledge |                  | Hugh Hopper    | John Marshall                                                                                 | Softstage: BBC In Concert, Six                                                                                    |
|                     | Oboe, Teclados, Saxofón | Teclados      | Guitarra         | Bajo           | Batería                                                                                       | |
| 1973-74             | Karl Jenkins            | Mike Ratledge |                  | Roy Babbington | John Marshall                                                                                 | NDR Jazz Workshop, Seven                                                                                          |
|                     | Oboe, teclados, saxofón | Teclados      | Guitarra         | Bajo           | Batería                                                                                       | |
| 1974-75             | Karl Jenkins            | Mike Ratledge | Allan Holdsworth | Roy Babbington | John Marshall                                                                                 | Switzerland 74, Bundles, Floating World Live,                                                                     |
|                     | Oboe, teclados, saxofón | Saxofón       | Guitarra         | Bajo           | Batería                                                                                       | |
| 1975-76             | Karl Jenkins            | Alan Wakeman  | John Etheridge   | Roy Babbington | John Marshall                                                                                 | British Tour ´75, Softs                                                                                           |
|                     | Oboe, teclados, saxofón | Saxofón       | Guitarra         | Bajo           | Batería                                                                                       | |
| 1977-80; 1984       | Karl Jenkins            |               |                  |                | John Marshall                                                                                 | Alive & Well, Land of Cockayne                                                                                    |

### Miembros temporales e invitados
| - Larry Nowlin– guitarra (1966) - Andy Summers– guitarra (1968) - Ray Warleigh – saxofón (1976) - Percy Jones – bajo (1976-77) - Ric Sanders – violín (1976-78) - Steve Cook – bajo (1977-78) | - Brian Hopper – saxofón (invitado en Volume Two y Spaced) - Jimmy Hastings – flauta y clarinete bajo (en Third y Fourth) - Nick Evans – trombón (en Third y Fourth) - Lyn Dobson – flauta (en Third) - Rab Spall – violín (en Third) - Mark Charig – corneta (en Fourth) - Alan Skidmore – saxofón (en Fourth) - Roy Babbington – contrabajo (en Fourth y Fifth) - Ray Warleigh – flauta (en Bundles) - Mike Ratledge – teclados (en Softs) |